# إنقاذ إسرائيل (كتاب)
إنقاذ إسرائيل: القصة المجهولة لتهريب الأسلحة والفوز باستقلال أمة هو كتاب بوعز دفير، نُشر في 31 يناير 2020 بواسطة رومان وليتلفيلد. يروي قصة عملية سرية وغير قانونية قام بها طيارون أمريكيون لإنقاذ الدولة اليهودية في أعقاب الحرب العالمية الثانية. الكتاب متاح في تنسيقات غلاف فني ورقمية ومسموعة.

## ملخص
في عام 1948، كانت إسرائيل المولودة حديثًا تفتقر إلى الأسلحة اللازمة للدفاع عن نفسها ضد غزو وشيك من قبل خمسة جيوش مجاورة مجهزة تجهيزًا جيدًا. قام آل شويمر، المحارب الأمريكي المخضرم في الحرب العالمية الثانية الذي كان يخشى تكرار الهولوكوست، بإنشاء شركات طيران مصطنعة، واشترى طائرات خرجت من الخدمة من إدارة أصول الحرب الأمريكية، وأصلحها في كاليفورنيا ونيوجيرسي، وأرسل طيارين (طيارين يهود وغير يهود في الحرب العالمية الثانية) لحمل البنادق والرصاص والطائرات المقاتلة من الدولة الوحيدة التي على استعداد لكسر حظر الأسلحة الدولي: تشيكوسلوفاكيا الشيوعية. دفع شويمر وأعضاء فريقه الرئيسيين ثمناً باهظاً للمساعدة في تزويد إسرائيل بالطائرات والأسلحة التي احتاجتها للدفاع عن نفسها. لقد فقدوا حقوقهم المدنية. لقد أدينوا بخرق حظر الأسلحة وقانون الحياد الأمريكي. بعد سنوات، أصدر ثلاثة رؤساء عفواً عن ثلاثة منهم. يعيد هذا الكتاب إنشاء رحلة أعضاء العملية في مشاهد حية، والتقاط قصصهم متعددة الطبقات وشخصياتهم الأكبر من الحياة. إنه يوثق روح وحقائق مهمة غير معروفة في الغالب لإنقاذ أمة وليدة وقديمة.